# Inicijativa
Inicijativa je sposobnost da se otpočne, pokrene nešto samostalno, voljnost da se preuzme prvi korak, kao i odgovornost za to, da se istraje u otpočetoj aktivnosti. Inicijativa je kad “prepoznam i uradim ono što mislim da treba da se uradi pre nego što to neko traži od mene”...

## Eriksonova teorija
Prema teoriji Erika Eriksona, zrela, razvijena inicijativa je sposobnost da se razviju aktivnosti ili projekti, poverenje i uverenje da je u redu to uraditi, čak i ako postoji rizik neuspeha ili grešaka. Bazične vrline ili veštine koje su uključene u inicijativu su: 
- osećanje svrhe i usmerenost,
- sposobnost donošenja odluka,
- sarađivanje sa drugima i vođenje drugih,
- sposobnost da se definiše lično usmerenje i ciljevi i
- sposobnost da se preduzme inicijativa i prikladni rizici.

Iako se izvesni rudimentarni oblici inicijative mogu videti i u ranijim razvojnim fazama, prema Eriksonu je odlučujuće i kritično vreme za razvoj inicijative uzrast između 3 i 5 godine života. U ovoj fazi života, kada je dete uvereno da je samostalna ličnost (što je posledica povoljnog razvoja u prethodnoj fazi sticanja autonomije između 2 i 3 godine), ono mora pronaći kakva će ličnosti postati. To je period istraživanja sveta, sebe, sopstvenih interesovanja i mogućnosti, period radoznalosti i „avanturizma“. Erikson govori o tome da je, na ovom stadijumu razvoja, inicijativa intruzivna (nametljiva, probojna). Karakteriše je mnoštvo aktivnosti i fantazija sličnih po izgledu. To uključuje proboj u druga tela - fizičkim napadom, u uši i um drugih ljudi (dete “probija uši” svojim glasom, “upada u reč”) - agresivnim govorom; u prostor - svojim živahnim kretanjem; u nepoznato - snažnom radoznalošću. Ovo je, takođe, stadijum infantilne seksualne radoznalosti, genitalne podražljivosti, povremene preokupacije i preteranog interesovanja za oblast seksualnog, period Edipalnog kompleksa. Inicijativa deteta se može povezati sa osećanjem krivice vezanim sa infantilnu seksualnost i biti blokirana. Ako su ekspanzija i pokušaji inicijative u ovom periodu praćeni prevelikim strahom, osećanjem krivice zbog rivalstva i seksualnih fantazija, može doći do zastoja i odustajanja od inicijative. Neuspeh u razrešavanju ove krize vodi do učvršćivanja osećanja krivice, uznemirenosti, strahovanja za život i udove (tzv. “kastracioni strah”). Druga mogućnost je razvoj takozvanog faličko narcističkog karaktera, kada se inicijativa razvija uprkos krivici, kada se negira krivica, što može dovesti do bezdušne inicijativnosti na uštrb drugih, bezosećajnosti, izražene potrebe za dominacijom.
Nebojša Jovanović, osnivač O.L.I. Integrativne Psihodinamske Psihoterapije, govori o četiri pravca i dva smera razvoja inicijative. Smer inicijative može biti od razvoja (ka manipulaciji drugima, parazitiranju) ili ka razvoju, individuaciji. Pravci razvoja inicijative vezani su za izvore motivacije o kojima govore četiri psihoanalitičke psihologije - psihologija nagona, psihologija objektnih odnosa, Ego psihologija i Self psihologija. Pokretačka sila, izvor inicijative, prema psihologiji nagona je potreba za zadovoljenjem nagona (libida i agresije). Prema psihologiji objektnih odnosa pokretač inicijative je potreba za uspostavljanjem dobrih odnosa sa značajnim drugima-„objektima”. Prema Ego psiholozima, izvor inicijative leži u potrebi ega za ovladavanjem, adaptacijom, efikasnim funkcionisanjem. Prema Self psihologiji, bazični pokretači su sržne ambicije i ideali osobe, potreba za kreiranjem kohezivne, dobre slike o sebi. Ove teorije se ne isključuju, već se nadopunjavaju.

## Organizacija ličnosti u odnosu na motivacione faktore
Kada se razmišlja o inicijativi osobe, pravcima u kojima je usmerena, njenom kvalitetu, suštinski je bitno razumeti šta je pokreće i zašto. Oko primarnih motivacionih snaga se organizuje ličnost osobe. Svaka osoba razvija ličnu organizaciju, personalnu hijerarhiju pojava i motiva ove četiri psihologije. Nije svaka od ovih motivacija podjednako važna. Jedno ili drugo postaje centralno, a ostalo se organizuje oko njega. Ali, ono što postaje centralno u ličnoj hijerarhijskoj organizaciji varira od osobe do osobe. Neke ljude primarno pokreće hedonizam (potreba za telesnim uživanjem), druge potreba za uživanjem u vlastitoj efikasnosti, treće potreba za odnosima sa drugima, četvrte ambicije, ideali, doživljaj misije u životu... Svaki od ovih motivacionih pravaca može imati zreli ili nezreli smer, način zadovoljavanja potreba.
Neki od motivacionih pravaca kod određene osobe može postati centralni (zadovoljenje nagona, objektni odnosi, ego organizacija, doživljaj selfa) i hijerarhijski nadređen ostalim pojavama i to samo predstavlja ljudsku varijabilnost. U okviru bilo kojeg hijerarhijskog uređenja može biti više ili manje patologije i dominacija određenih motivacionih faktora se može menjati u toku života. Ekscesivna dominacija jedne ili druge grupe tema može biti indikativna za patologiju.
U O.L.I. Integrativnoj Psihodinamskoj Psihoterapiji inicijativa je svrstana u bazične emocionalne kompetencije - bazične sposobnosti za obradu i upravljanje emocijama i, prema funkciji koju obavlja, nazvana “pokretač psihe”.

## Spoljašnji izvori
- Inicijativa i sposobnost za ljubav Архивирано на веб-сајту  (20. фебруар 2014)